# Rostbukig monark
Rostbukig monark (Myiagra vanikorensis) är en fågel i familjen monarker inom ordningen tättingar.

## Utseende och läte
Rostbukig monark är en liten flugsnapparliknande fågel. Hanen är djupt glansigt blåsvart på rygg, huvud och stjärt. På bröstet och buken är den ockraröd. Honan liknar hanen men är ljusare och saknar den mörka strupen. Sången är ett exalterat "chwee chwee", medan lätet är ett kort och hårt grälande tjatter.

## Utbredning och systematik
Rostbukig monark förekommer huvudsakligen i Fiji i västra Stilla havet. Den delas in i fem underarter med följande utbredning:
- Myiagra vanikorensis vanikorensis – förekommer på Vanikoro (Santa Cruzöarna)
- Myiagra vanikorensis rufiventris – förekommer på västra Fijiöarna
- Myiagra vanikorensis kandavensis – förekommer på Kadavu och närliggande öar
- Myiagra vanikorensis dorsalis – förekommer i sydcentrala Fiji och på norra Lauöarna
- Myiagra vanikorensis townsendi – förekommer på södra Lauöarna (Fiji)

## Levnadssätt
Rostbukig monark hittas i de flesta miljöer från havsnivån upp till 1100 meters höjd. Den föredrar dock skogsbryn och öppet skogslandskap.

## Status och hot
Arten har ett stort utbredningsområde, men tros minska i antal, dock inte tillräckligt kraftigt för att den ska betraktas som hotad. Internationella naturvårdsunionen IUCN listar arten som nära hotad (LC).

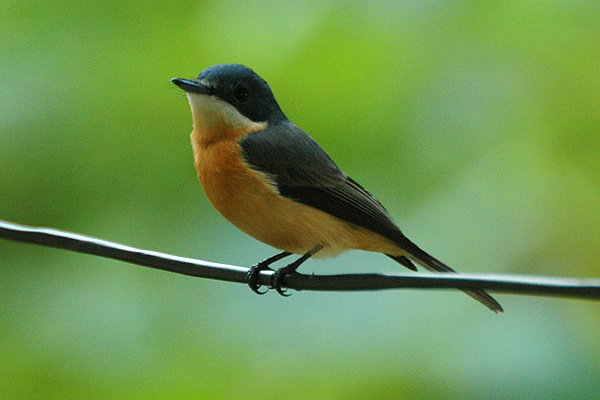
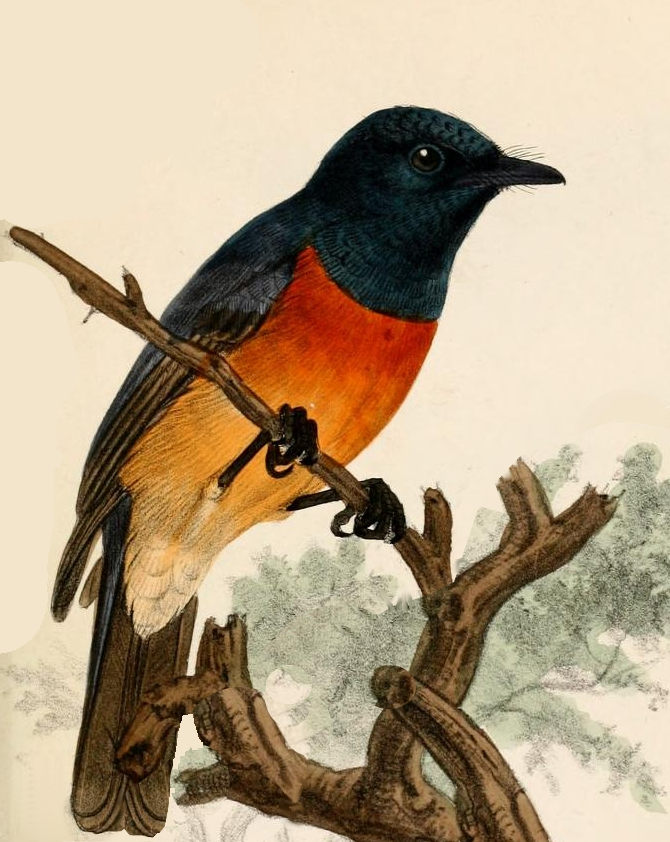